# Нассер ад-Давсари
Нассе́р Эсса́ Шафи́ аш-Шардан ад-Давса́ри (араб. ناصر عيسى الدوسري‎; род. 19 декабря 1998, Саудовская Аравия) — саудовский футболист, полузащитник клуба «Аль-Хиляль» и сборной Саудовской Аравии.

## Игровая карьера

### Клубная карьера
Ад-Давсари является игроком клуба «Аль-Хиляль», за который дебютировал в Про-лиге 17 декабря 2017 года в матче против «Аль-Фейха» (1:2), выйдя на замену на 81-й минуте. В составе этой команды он выиграл ряд национальных титулов, а также два раз был победителем Азиатской Лиги чемпионов, которая была выиграна в 2019 и 2021 годах.

### Карьера в сборной
Ад-Давсари играл за молодёжную и олимпийские Саудовской Аравии.
Осенью 2022 года вошёл в состав сборной Саудовской Аравии на чемпионат мира 2022 года; на турнире сыграл 10 минут в матче со сборной Польши (0:2).

## Достижения
«Аль-Хиляль»
- Чемпион Саудовской Аравии (4): 2017/2018, 2019/2020, 2020/2021, 2021/2022
- Саудовского кубка чемпионов (2): 2019/2020, 2022/2023
- Обладатель Суперкубка Саудовской Аравии (2): 2018, 2021
- Победитель Азиатской Лиги чемпионов (2): 2019, 2021